# Region alpejski
Region alpejski (4) – megaregion Europy Zachodniej. Obejmuje zwarty zespół struktur fałdowych – górskich i podgórskich – powstałych w orogenezie alpejskiej. Region leży między Wogezami, Średniogórzem Niemieckim i Masywem Czeskim na północy, Półwyspem Apenińskim na południu, Bruzdą Rodanu na zachodzie i Kotliną Panońską na wschodzie. 
Regionalizacja regionu alpejskiego: 
- 41 Jura Szwajcarsko-Francuska
- 42 Północne Przedgórze Alp
  - 421 Wyżyna Szwajcarska
  - 422 Wyżyna Bawarska
  - 423 Przedgórze Austriackie
- 43 Alpy
  - 431-2 Zewnętrzne Alpy Zachodnie
  - 433 Wewnętrzne Alpy Zachodnie
  - 434 Zewnętrzne Alpy Wschodnie
  - 435 Alpy Centralne
  - 436 Wewnętrzne Alpy Wschodnie
  - 437 Pogórze Styryjskie
- 44 Nizina Padańska
  - 441 Nizina Piemoncka
  - 442 Nizina Lombardzka
  - 443 Nizina Emiliańska
  - 444 Nizina Wenecka